# 李世
李世，中国五胡十六国时代成汉开国皇帝李雄的堂兄弟，李流的儿子。
303年，因为李特、李荡相继死去，宗岱、孙阜即将攻来，李流非常恐惧。李含劝李流投降，李流同意，而不听李骧、李雄劝阻。五月，李流派儿子李世和李含的儿子李胡到孙阜的军中作人质。李胡的哥哥梓潼太守李离，急忙骑马从梓潼郡赶来，却没有赶上。他与李雄商议袭击孙阜，李雄鼓动流民，与李离袭击孙阜的军队，将孙阜打得惨败。宗岱已在垫江死去，荆州军退走。李流把军中事务全都交给李雄处理。